# Гари Грабс
Џон Гари Грабс (енгл. Jon Gary Grubbs; Ејмори, 14. новембар 1949), амерички је позоришни, филмски и ТВ глумац. Углавном је познат по споредним улогама. Остварио је преко 170 улога на филму и телевизији.
Глумио је у филмовима као што су Силквуд (1983), Џ.Ф.К. (1991), Странац поред мене (1995), Досије икс (1998), Астронаутова жена (1999), Реј (2004), Ђангова освета (2012), Бојни брод (2012), те серијама Вил и Грејс (1998–1999), Анђео (2001–2004), Округ Оринџ (2006–2007) и Бекство из затвора: Последњи бег (2009), Краљице вриска (2015), између осталих.